# Вереб (река)
Вереб или Хвыр (укр. Вереб) — левый приток Старухи, протекающий по Черниговскому району (Черниговская область, Украина).

## География
Длина — 18 км.
Русло средне-извилистое, в верхнем течении пересыхает, нижнее течение выпрямлено в канал (канализировано). Созданы пруды. Долина изрезана ярами и промоинами.
Река берёт начало от ручья в овраге урочища Борок, что западнее села Левковичи (Черниговский район), овраг пересекает севернее ж/д линию Чернигов—Неданчичи. Река течёт на юг. Впадает в Старуху юго-западнее села Мажуговка (Черниговский район).
Пойма вне населённых пунктов частично занята лесами.
Притоки (от истока к устью): ручьи.
Населённые пункты на реке (от истока к устью):
Черниговский район
1. Левковичи
2. пгт Михайло-Коцюбинское
3. Мажуговка